# ロックン・オムレツ
「ロックン・オムレツ」は、1994年1月31日に森高千里が発表した21枚目のシングル。CDコードはEPDA-2。

## 解説
- 本作からは所属レコード会社のワーナーミュージック・ジャパンと所属事務所であるアップフロントエージェンシー（初代法人、現：アップフロントプロモーション）との合弁会社であるワン・アップ・ミュージック（現：アップフロントワークス）からのリリースとなる。
- フジテレビ系列『ポンキッキーズ』の初代オープニングテーマおよび挿入歌。子供番組の挿入歌ということもあり、歌詞やメロディは比較的覚えやすいように作られており、演奏時間も2分30秒ほどの短い曲である。
- オリジナルアルバム未収録曲で、ベスト・アルバム『DO THE BEST』に初収録された。
- ジャケットのイラストはリリー・フランキーが担当。
- 当初、シングルとして発売する予定はなかったが、『ポンキッキーズ』の視聴者からの問い合わせが殺到したために急遽発売が決定した[1]。

## 収録曲
1. ロックン・オムレツ
  - 作詞：森高千里、作曲：伊秩弘将
2. ロックン・オムレツ（オリジナル・カラオケ）

## 演奏
- 森高千里 - ドラムス、コーラス
- 高橋諭一 - ギター、ベース、コーラス
- 河野伸 - ピアノ

## カバー
ロックン・オムレツ
- 山野さと子 - 1994年3月21日発売のシングル『こどものうた〜ロックン・オムレツ』に収録。
- KUKO - 1994年8月21日発売『みんなでうたおう！こどものうた ロックンオムレツ』に収録。
- 原紗友里、青木瑠璃子、種﨑敦美 - 2018年8月1日発売のアルバム「CINDERELLA PARTY! でれぱ音頭 ＼ドンドンカッ／」に収録。